# Etgar Keret
Etgar Keret, född 20 augusti 1967 i Tel Aviv, israelisk författare, filmregissör och filmmanusförfattare. 
Keret debuterade med novellsamlingen Tzinorot (i engelsk översättning Pipelines, 1992), och är idag Israels i särklass populäraste författare bland yngre läsare.
Kerets underfundiga och ofta absurda berättelser har även uppmärksammats internationellt, inte minst i USA där flera av hans berättelser filmatiserats, exempelvis Wristcutters: a Love Story (2006). På svenska introducerades Keret år 2008 med novellsamlingen Åtta procent av ingenting. Som filmregissör debuterade Keret år 2007 med långfilmen Jellyfish, som Keret regisserade tillsammans med sin hustru Shira Geffen. För filmen belönades de med en Camera d'Or, priset för bästa debutfilm, vid filmfestivalen i Cannes 2007. 

### I svensk översättning
- Åtta procent av ingenting. Bastion förlag (2008). Översättning Kristian Wikström.
- Goda intentioner. Bastion förlag (2009). Översättning Kristian Wikström.
- Plötsligt knackar det på dörren. Brombergs förlag (2014). Översättning Kristian Wikström.
- De sju goda åren. Brombergs förlag (2018). Översättning Kristian Wikström

### Fotnoter
1. ↑  Internet Movie Database, IMDb-ID: nm0449316co0047972, läst: 15 oktober 2015.[källa från Wikidata]
2. ↑  Internet Speculative Fiction Database, ISFDB författar-ID: 35403, läst: 9 oktober 2017.[källa från Wikidata]
3. ↑  filmportal.de, Filmportal-ID: c4e713a21bad4845bbdaff3ce764e046, läst: 9 oktober 2017.[källa från Wikidata]
4. 1 2  Bibliothèque nationale de France, BnF Catalogue général : öppen dataplattform, id-nummer i Frankrikes nationalbiblioteks katalog: 13574567h, läst: 19 november 2024.[källa från Wikidata]
5. ↑  The Institute for Translation of Hebrew Literature (2008-09-07), Etgar Keret Arkiverad 24 juni 2008 hämtat från the Wayback Machine.. Läst 24 september 2008.